# Stabbylyckan

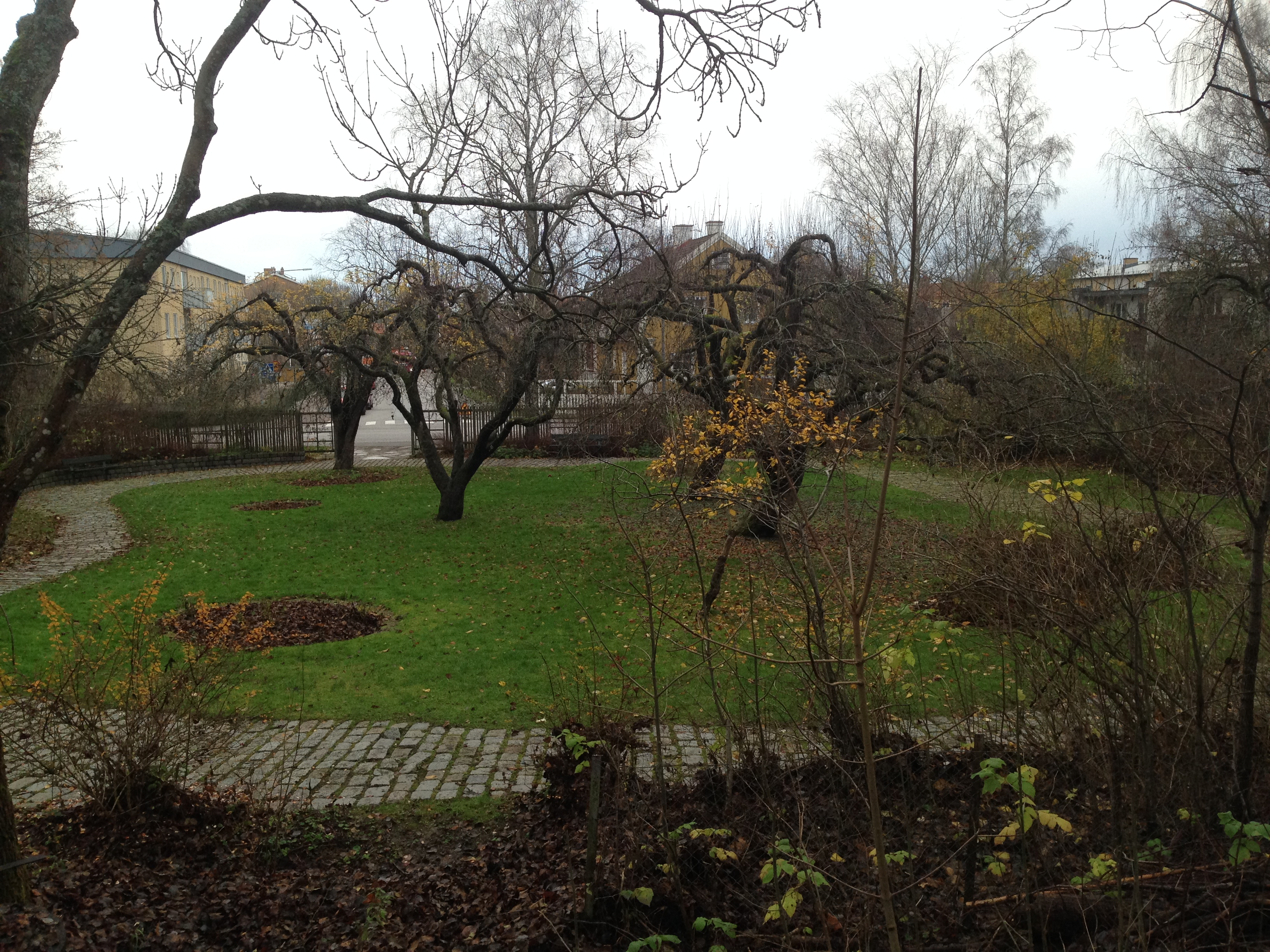
Stabbylyckan, november 2014

Stabbylyckan är en park mellan Tiundagatan och Stabbyskogen i området Stabby i nordvästra Uppsala. Stabbylyckan domineras av åtta olika slags äppelträd. Det finns också olika slags syrener, jasmin, pioner och rosor. I Stabbylyckans planteringar återfinns bland annat nävor, riddarsporre, spireor, fänrikshjärta, studentnejlika och höstflox.
Parken ritades av Eric Laufors i början av 1960-talet.